# Илиев, Никола
Никола Илиянов Илиев (болг. Никола Илиянов Илиев; родился 6 июня 2004, Русе) — болгарский футболист, полузащитник клуба «Ботев Пловдив» и сборной Болгарии.

## Клубная карьера
Илиев является воспитанником клуба «Ботев» из города Пловдив. 29 сентября 2019 года он дебютировал в чемпионате Болгарии в матче против «Славии». В июне 2020 года перешёл в молодёжную команду «Интернационале» и подписал четырёхлетний контракт.

## Карьера в сборной
Выступал за сборную Болгарии возрастом до 19 лет и до 21 года. На данный момент является игроком основной сборной Болгарии.